# 1. FC Haßfurt
Maillots
Dernière mise à jour : 12 avril 2011.
Le 1. FC Hassfurt est un club allemand de football localisé à Hassfurt, en Basse-Franconie, en Bavière.

## Histoire (football)
Le club fut fondé le 15 février 1917 sous l’appellation 1. FC Hassfurt.
En 1938, le club fusionna avec le TV Hassfurt pour former le SpVgg Hassfurt.
En 1945, le club fut dissous par les Alliés, comme tous les clubs et associations allemands (voir Directive n°23). Il fut rapidement reconstitué et se produisit de 1945 à 1948 sous la dénomination de 1. FC Hassfurt-ASV.
En 1961, le 1. FC Hassfurt fut champion de la 1. Amateruliga Bayern. Grâce à cela, il participa au tour final pour la montée en 2. Oberliga Süd. Remportant son groupe, le club décrocha sa promotion vers le 2e niveau de la hiérarchie. Mais la fédération marqua un temps d’hésitation à accorder la montée, considérant que le club d’une petite localité d’à peine 6.800 habitants ne fournissait pas les garanties économiques nécessaires pour un club de 2e niveau. Un match d’appui fut même organisé entre le SC Schwenningen et le Offenburger FV pour désigner le second montant. Finalement, le 1. FC Hassfurt fut autorisé à accéder à la 2. Oberliga Süd.
Qualifié pour le Championnat d’Allemagne Amateur 1961, le 1. FC Hassfurt atteignit les demi-finales où il s’inclina contre le Siegburger SV 04.
Le cercle assura son maintien en 1962 à la suite d'une 10e place au classement. L’année suivante, il finit 14e alors que la 2. Oberliga Süd était dissoute. Le club ne fut donc pas repris en Regionalliga Süd et retourna en 1. Amateruliga Bayern.
Relégué au 4e niveau en 1972, le 1. FC Hassfurt remonta quatre ans plus tard.
Champion de l’Amateruliga Bayern en 1978, le club renonça à monter en 2. Bundesliga, laissant la place au MTV Ingolstadt et se contenta d’être un des fondateurs de l’Oberliga Bayern, nouvellement instaurée au 3e niveau.
Vice-champion en Oberliga, en 1980, derrière le FC Augsburg, le 1. FC Hassfurt resdescendit en Landesliga Nordbayern à la fin de la saison suivante.
Par la suite, le cercle ne dépassa plus le 4e niveau et recula dans la hiérarchie. En 1985, le 1. FC Hassfurt fut relégué au 5e niveau (Bezirksliga). Il remonta trois ans plus tard puis redescendit en 1993. Une saison plus tard, à la suite de l'instauration des Regionalligen, au 3e étage de la pyramide du football allemand, le club se retrouva donc au 6e niveau.
En 2001, le 1. FC Hassfurt retrouva la Landesliga Nordbayern (Niveau 5) où il termina 4e la saison suivante. En 2005, le cercle recula en Bezirksoberliga Unterfranken, où il fut vice-champion en 2007 et remonta vie la tour final.
Le 1. FC Hassfurt rejoua en Landesliga Nordbayern qui recula au 6e rang des ligues allemandes en 2008 lors de la création de la 3. Liga, en tant que "Division 3".
En 2009 et en 2010, le 1. FC Hassfurt connu deux relégations consécutives pour chuter d’abord en Bezirskoberliga Unterfranken puis en Bezirksliga Unterfranken.
En 2010-2011, le 1. FC Hassfurt évolue en Bezirksliga Bayern (Unterfranken, Groupe 2), soit le 8e niveau de la hiérarchie de la DFB.

## Joueurs connus
- Willi Müller
- Rudi Oehm
- Heinz-Herbert Kreh International Amateur puis dirigeant de la DFB
- Ludwig Müller International A (6 caps de 1968 à 1969)
- Erwin Albert, joua ensuite au Hertha BSC puis au K. SK Beveren avec lequel il fut meilleur buteur du Championnat de Belgique en 1979 (28 buts)
- Martin Müller.